# Wołanie kukułki
Wołanie kukułki (ang. The Cuckoo's Calling) – brytyjska powieść detektywistyczna z 2013 r. autorstwa J.K. Rowling, opublikowana pod pseudonimem Robert Galbraith.

## Fabuła
Cormoran Strike pracuje jako prywatny detektyw, jednak jego życie to pasmo ciągłych porażek. Jako żołnierz stracił w Afganistanie nogę, po powrocie popadł w długi, zamierzał rozejść się z narzeczoną, a nawet zamieszkał w swoim biurze, w którym i tak pojawiało się niewielu klientów. Pewnego dnia zostaje wynajęty przez Johna Bristowa, brata sławnej supermodelki Luli Landry, nazywanej przez przyjaciół „Kukułką”. Bristow chce, by Strike zbadał sprawę domniemanego samobójstwa jego siostry, która zginęła kilka miesięcy wcześniej. Detektyw rozpoczyna śledztwo i przenika w niedostępny wcześniej dla niego świat wielkich elit.

## Bohaterowie
- Cormoran Strike – prywatny detektyw, któremu nie wiedzie się najlepiej. Ma kłopoty finansowe, dostaje niewiele zleceń, a po rozstaniu z narzeczoną jest zmuszony do zamieszkania w swoim biurze. Podczas służby w Afganistanie stracił część nogi. Jest synem znanego muzyka i oddanej fanki zespołu.
- Robin Ellacott – ma 25 lat, do biura Strike'a trafiła poprzez agencję pracy tymczasowej, jednak praca z prywatnym detektywem wciągnęła ją na tyle, że postanowiła nie szukać już innego stanowiska.
- Lula Landry – 23-letnia supermodelka, której zwłoki zostały znalezione pod oknem jej londyńskiego apartamentu.
- John Bristow – brat Luli Landry, zleca Cormoranowi Strike'owi śledztwo w sprawie śmierci siostry.
- Evan Duffield – aktor, chłopak Luli Landry.
- Guy Somé – projektant mody, bliski współpracownik i przyjaciel Luli Landry.
- Deeby Mac – amerykański raper. Miał zająć pokój w rezydencji, w której mieszkała Lula, dzień przed jej śmiercią.
- Ciara Porter – modelka, przyjaciółka Luli Landry.

## Publikacja
W 2007 r. podczas Edynburskiego Festiwalu Książek pisarz Ian Rankin stwierdził, że jego żona widziała Rowling piszącą powieść detektywistyczną w kawiarni. Później wycofał się z tych słów tłumacząc, że był to tylko żart. Jednak plotki podtrzymywał The Guardian, który spekulował, że kolejną książką J. K. Rowling mogłaby być powieść kryminalna.
Ujawniono też, że pisarka wysyłała do wydawców rękopis anonimowo; został on odrzucony przez co najmniej jedno z nich. Ostatecznie powieścią zainteresowało się wydawnictwo Sphere Books powiązane z Little, Brown & Company, z którym pisarka współpracowała przy swojej poprzedniej książce.

## Przyjęcie
Od czasu wydania książki w kwietniu 2013 r. do ujawnienia prawdziwego nazwiska autora sprzedano zaledwie 1500 egzemplarzy. Jednak kiedy ujawniono, że jej prawdziwą autorką jest J. K. Rowling, książka w serwisie Amazon awansowała z 4709. miejsca najlepiej sprzedających się pozycji na pierwsze.
The Independent napisał, że książka „stała się entuzjastycznie recenzowanym bestsellerem”. Z kolei internetowy serwis czytelniczy Goodreads przyznał książce 4 na 5 punktów i wskazał, że otrzymała ona zdecydowanie przychylne recenzje zarówno krytyków, jak i czytelników.

## Kontynuacja
W oświadczeniu opublikowanym na swojej stronie internetowej Rowling potwierdziła, że zamierza napisać całą serię i wydać ją pod pseudonimem. Ponadto na stronie robert-galbraith.com pisarka oznajmiła, że ciąg dalszy książki jest już ukończony i będzie opublikowany w 2014.
Kolejne części serii:
- Jedwabnik (The Silkworm), brytyjskie wydanie: 19 czerwca 2014[8], polskie wydanie: 24 września 2014
- Żniwa zła (Career of Evil), brytyjskie wydanie: 22 października 2015, polskie wydanie: 13 stycznia 2016
- Zabójcza biel (Lethal White), brytyjskie wydanie: 18 września 2018, polskie wydanie: 28 listopada 2018
- Niespokojna krew (Troubled Blood), brytyjskie wydanie: 15 września 2020, polskie wydanie: 25 listopada 2020
- Serce jak smoła (The Ink Black Heart), brytyjskie wydanie: 30 sierpnia 2022, polskie wydanie: 26 października 2022

## Autorstwo
Prawdziwe autorstwo powieści zostało ujawnione w The Sunday Times 14 lipca 2013 r. po śledztwie przeprowadzonym przez dziennikarza, których zastanawiało jak autor „z przeszłością wojskową i ochroniarską” mógł zadebiutować tak dobrą powieścią. Gazeta skorzystała z pomocy językoznawcy i profesora pittsburskiego uniwersytetu Duquesne, Patricka Juola, który przy pomocy specjalnego oprogramowania przeprowadził cztery oddzielne analizy książki oraz innych prac Rowling. Później pojawiły się doniesienia, że autorstwo Rowling zostało ujawnione reporterom gazety za pośrednictwem Twittera, a źródłem przecieku był jeden z prawników pracujących dla pisarki.
Po ujawnieniu prawdy Rowling oznajmiła, że miała nadzieję pozostać anonimowa trochę dłużej i dodała, że „bycie Robertem Galbraithem było takim wyzwalającym doznaniem… To było wspaniałe publikować bez rozgłosu, oczekiwań i dla czystej przyjemności sprawdzać reakcję, używając innego imienia”.

## Ekranizacja
W grudniu 2014 roku BBC poinformowało o zakupie praw do ekranizacji książki. Na jej podstawie powstał serial Cormoran Strike (Strike) z Tomem Burke'em i Holliday Grainger w rolach głównych.